# Uncinidae
Uncinidae (Berulen, 1930) è una famiglia di crostacei estinti che vissero nel Giurassico inferiore e medio (circa 195 - 170 milioni di anni fa), appartenente ai decapodi.

## Tassonomia
La famiglia comprende due generi e cinque specie:
- Famiglia Uncinidae
  - Genere Malmuncina Schweigert and Garassino, 2003 (sp. 1)
  - Genere Uncina Quenstedt, 1851, (sp. 4)